# Christmas Carol (The X-Files)
«Christmas Carol» es el sexto episodio de la quinta temporada de la serie de televisión estadounidense de ciencia ficción The X-Files. Fue escrito por Vince Gilligan, John Shiban y Frank Spotnitz y dirigido por Peter Markle. El episodio explora la mitología general de la serie. El episodio se estrenó en los Estados Unidos el 7 de diciembre de 1997 en la cadena Fox, obteniendo una calificación Nielsen de 12,8 y siendo visto por 20,91 millones de personas en su transmisión inicial. Recibió críticas moderadamente positivas de los críticos de televisión, y muchos elogiaron la actuación de Gillian Anderson.
El programa se centra en los agentes especiales del FBI Fox Mulder (David Duchovny) y Dana Scully (Gillian Anderson) que trabajan en casos relacionados con lo paranormal, llamados expedientes X. Mulder cree en lo paranormal, mientras que la escéptica Scully ha sido asignada para desacreditar su trabajo. En este episodio, Scully, de vacaciones de Navidad con su familia, recibe una misteriosa llamada telefónica que la lleva a un caso que involucra a una niña que cree que es la hija de su hermana muerta, Melissa.
«Christmas Carol» es la primera de una historia de dos partes que concluye con el siguiente episodio, «Emily». El episodio se inspiró en la película británica Scrooge de 1951, protagonizada por Alastair Sim. La joven actriz que originalmente interpretó a Emily estaba aterrorizada por el entorno del hospital en la secuela del episodio «Emily» y, como resultado, los productores tuvieron que reformular el papel y volver a filmar todas las imágenes que la presentaban en este episodio. La hermana menor de Gillian Anderson, Zoe, fue elegida para interpretar a Scully en una secuencia de flashback.

## Argumento
Alrededor de la época navideña, Dana Scully (Gillian Anderson) y su madre visitan a su hermano Bill y su esposa, Tara, que está embarazada. Scully contesta el teléfono y la persona al otro lado del teléfono, que suena igual que su hermana muerta, Melissa, le dice que alguien necesita su ayuda. Scully rastrea la llamada hasta una casa cercana en San Diego, donde la policía local está investigando el suicidio de una mujer, Roberta Sim. Kresge, el detective principal del caso, le dice a Scully que era imposible que Roberta hubiera marcado, ya que murió antes de que se hiciera la llamada telefónica.
Esa noche, después de la cena, Scully le revela a su madre que, debido a su abducción y al cáncer, Scully no puede tener hijos. Scully recuerda cuando, de niña, escondió su conejo mascota de su hermano en una lonchera, solo para que se asfixiara y muriera.
Scully recibe otra llamada telefónica de la misma persona, que nuevamente se realizó desde la casa Sim. El esposo de Roberta, Marshall, se está reuniendo con dos hombres de traje oscuro dentro de su casa y no tiene ningún deseo de escuchar y ayudar a Scully a descubrir qué está pasando.
Scully visita a Kresge, queriendo investigar más a fondo el suicidio de Roberta Sim, a pesar de que la policía piensa que es un suicidio simple. Ella encuentra un parecido sorprendente entre la hija de los Sims, Emily, y su hermana, Melissa, de cuando Melissa tenía esa edad. Scully recuerda un funeral al que asistió cuando era niña, pero se imagina a Marshall Sim tomándola de la mano.
Scully insiste en realizar una autopsia a Roberta, pensando que Roberta fue asesinada. Encuentra un pinchazo de aguja en el pie de Roberta, lo que le hace creer que Roberta fue anestesiada y su suicidio fue un montaje. La policía registra la casa Sim y encuentra una aguja hipodérmica usada, que según Marshall era para inyecciones diarias para la anemia de Emily. Scully ve a los hombres de traje oscuro mirando desde un automóvil cercano.
Scully recibe los resultados de las pruebas de ADN de Melissa y, al compararlos con los resultados de ADN de Emily, los encuentra casi idénticos, lo que hace que Scully crea que Melissa es la madre de Emily. Scully cree que Melissa dio a luz a Emily mientras estaba en la costa oeste y luego la dio en adopción, sin decirle nada al resto de la familia. Scully recuerda cuando ella y Melissa eran adolescentes y su madre les regaló collares con cruces en Navidad.
Kresge le dice a Scully que los Sim recibieron varios pagos importantes de una empresa farmacéutica, Prangen Industries. Los dos visitan al Dr. Calderón, quien les dice que Emily era parte de los ensayos clínicos y que a Roberta se le pagó el dinero para evitar que sacara a Emily del programa. Marshall Sim es arrestado por el asesinato de su esposa. Scully le da a Emily su collar cruzado. Marshall pronto confiesa, pero lo encuentran muerto en su celda después de recibir la visita de los dos hombres de traje oscuro.
Bill le muestra a Scully una foto de Melissa, que claramente no está embarazada, poco antes de que naciera Emily, lo que cree que demuestra que Melissa no es la madre de Emily.
Scully se encuentra con alguien de una agencia de adopción porque quiere adoptar a Emily. La mujer duda mucho, considerando el trabajo de Scully y el hecho de que Emily es una niña con necesidades especiales. Scully recuerda hablar con Melissa en Navidad, poco antes de unirse al FBI.
La mañana de Navidad, Scully recibe los resultados de una prueba RFLP que solicitó al FBI. Los resultados de la prueba prueban que Scully, no Melissa, es la madre de Emily.

## Producción

### Escritura
Durante la segunda semana de octubre de 1997, David Duchovny no pudo filmar porque estaba ocupado promocionando su película Playing God (1997), por lo que los productores decidieron pasar esta semana filmando un episodio centrado en Scully. Dado que este episodio estaba programado para salir al aire en diciembre de ese año, los escritores Vince Gilligan, John Shiban y Frank Spotnitz inicialmente intentaron escribir un episodio navideño similar a la película Scrooge de 1951, con Dana Scully en lugar de Scrooge de Alastair Sim. Sin embargo, los tres no pudieron desarrollar más ideas, por lo que decidieron presentar a Scully siendo visitada por «versiones anteriores de los miembros de su familia», lo que resultó en las secuencias de flashback que abundan en el episodio.

### Rodaje
La joven actriz que originalmente había sido elegida para interpretar a Emily tenía una nosocomefobia severa, que se desencadenó durante el rodaje de «Emily». Debido a que la actriz no podía calmarse, los productores del programa se vieron obligados a reformular el papel y volver a filmar todas las imágenes con Emily en «Christmas Carol». El equipo de casting del programa finalmente la reemplazó con Lauren Diewold, quien había aparecido previamente en un episodio de Millennium. Debido al ajetreado programa de rodaje de la temporada, el doble de Anderson se utilizó en las escenas que se volvieron a filmar. La directora de reparto Corrine Mays tuvo dificultades para elegir a Scully de 1976 antes de que el productor ejecutivo Robert Goodwin propusiera utilizar a Zoë, la hermana de catorce años de Gillian Anderson, para el papel.
El especialista en utilería Ken Hawryliw afirmó que el mayor desafío en la producción del episodio fue encontrar papel navideño de la década de 1980 para las secuencias de flashback. Después de que terminó la producción, Gillian Anderson no estaba satisfecha con su actuación y dijo: «Al final sentí que tenía poca energía, un poco demasiado melancólica. Fue difícil encontrar la actitud correcta para Scully al tratar con un niño que aparentemente es suyo; para encontrar el sabor correcto de la relación con ella y esta enfermedad por la que está pasando, todo mezclado con el aspecto de lo paranormal». Anderson también admitió que otro problema que tenía era que Scully «no tenía antecedentes con» Emily, por lo que no podía «interpretar el tipo de apego que sentiría si mi propia hija, Piper, estuviera pasando por lo mismo».

## Recepción

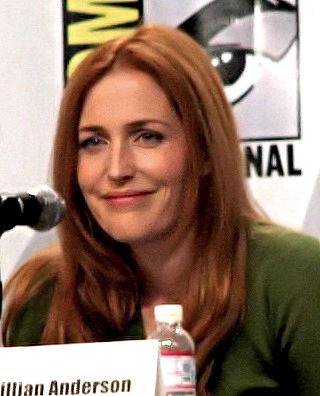
Varios críticos felicitaron la actuación de Gillian Anderson en el episodio.

«Christmas Carol» se estrenó en la cadena Fox el 7 de diciembre de 1997. Este episodio obtuvo una calificación Nielsen de 12,8, con una participación de 19, lo que significa que aproximadamente el 12,8 por ciento de todos los hogares equipados con televisión y el 19 por ciento de los hogares viendo televisión, sintonizaron el episodio. Fue visto por 20,91 millones de espectadores.
El episodio recibió críticas moderadamente positivas de los críticos de televisión. Zack Handlen de The A.V. Club le dio al episodio una A y lo llamó «generalmente un episodio excelente». Handlen escribió que estaba «encantado de tener otro episodio centrado en Scully [especialmente] uno que no termine con su aspecto pálido y mortal en una cama de hospital».  A pesar de su aprobación del guion, criticó levemente la serie por escribir episodios centrados en Scully basados únicamente en la idea de que «algo se le está haciendo a ella» en lugar de contra o con ella.
Robert Shearman y Lars Pearson, en su libro Wanting to Believe: A Critical Guide to The X-Files, Millennium & The Lone Gunmen, calificaron el episodio con cuatro estrellas y media de cinco. Los dos escribieron que el guion era «realmente nítido» y presenta un «diálogo natural» que disfraza los tropiezos en el estudio del personaje. Shearman y Pearson también elogiaron la actuación de Anderson, calificándola de «fantástica» y señalaron que su actuación «insinuó años antes de que suceda la relación que Anderson disfrutará con Robert Patrick», el actor que continuaría interpretando al agente John Doggett. Matt Hurwitz y Chris Knowles, en su libro The Complete X-Files llamaron al episodio «un escaparate de las sorprendentes dotes de actuación de Gillian Anderson».
Paula Vitaris de Cinefantastique, por otro lado, le dio al episodio una crítica negativa y le otorgó una estrella y media de cuatro. Ella describió el episodio como «uno [donde] la incredulidad no se suspende sino que se cuelga del cuello hasta la muerte».  Se burló en gran medida de las «pruebas de ADN nocturnas» del episodio, los «mensajeros útiles que entregan los resultados en Navidad» y el hecho de que Scully completa un documento de adopción y recibe la visita de un agente del Servicio Social en Nochebuena.